# Orwell (computerspel)
Orwell: Keeping an Eye on You is een computerspel ontwikkeld door het Duitse indiebedrijf Osmotic Studios. Orwell is een simulatiespel waarin de speler in de huid kruipt van een inspecteur die, met vergaande en privacy-schendende methoden tot zijn of haar beschikking, door middel van het online bespioneren van burgers namens de overheid de staatsveiligheid probeert te waarborgen. Het bestaat uit vijf episodes, waarvan de eerste op 20 oktober 2016 en de laatste op 18 november 2016 werd uitgegeven.
Orwell: Keeping an Eye on You werd op 22 februari 2018 opgevolgd door het tweede seizoen, getiteld Orwell: Ignorance is Strength. Orwell: Ignorance is Strength heeft een soortgelijke speelervaring en strekking als zijn voorganger, en vindt qua verhaal gelijktijdig plaats. Het bestaat uit drie episodes, die eveneens in navolging van elkaar zijn uitgegeven.

## Inspiratie
De titels van beide spellen verwijzen naar de Britse schrijver George Orwell en zijn toekomstroman 1984 uit 1949. 1984 speelt zich af in een dystopische periode waarin een totalitaire overheid constant op de hoogte is van wat de burgers doen en laten, en waarin privacy dus niet kan bestaan.

## Plot

### Achtergrond
Orwell speelt zich af in een fictief land genaamd De Natie (The Nation), dat wordt geleid door een autoritaire overheid met aan het hoofd daarvan De Partij (The Party), de belangrijkste en machtigste partij in het land. De overheid zetelt zich in de hoofdstad, Bonton. Hier speelt zich ook het grootste gedeelte van het verhaal zich af.
In 2012 voerde De Partij de Veiligheidswet (Safety Bill) door. Hiermee werd het voor de overheid mogelijk om in de naam van staatsveiligheid zijn eigen burgers te bespioneren. Hierop werd door het Ministerie van Veiligheid (Ministery of Safety) het project Orwell opgericht, een programma waarmee de online bezigheden van burgers kunnen worden ingezien door inspecteurs van het ministerie.

### Orwell: Keeping an Eye on You
Op 12 april 2017 ontploft er een bom op het Vrijheidsplein (Freedom Plaza) in de hoofdstad Bonton, waarbij een standbeeld wordt vernietigd en meerdere mensen omkomen. Op de locatie wordt een briefje gevonden met daarop de eerste drie verzen van het Duitse lied Die Gedanken sind frei. Cassandra Watergate, een kunstenaar die enkele weken eerder is opgepakt voor de mishandeling van een politieagent, welke plaatsvond tijdens antioverheidsdemonstraties op het Vrijheidsplein, was ogenblikken voor de explosie aanwezig op het plein. De inspecteur wordt samen met collega Symes de taak gegeven om Watergate en haar activiteiten te onderzoeken. Als Watergate later wordt opgepakt, ontploft er nog een bom op de Stelligan-universiteit (Stelligan University). Van hieruit volgt de onderzoeker meerdere aanwijzingen, die aan het einde van het spel uiteindelijk tot vier verschillende eindes kunnen leiden.

### Orwell: Ignorance is Strength
Op dezelfde dag als de bomaanslag op het Vrijheidsplein, ontvangt kapitein Oleg Bakay van het leger van het buurland Parges, een bedreigend telefoontje, waarop hij verdwijnt. De inspecteur krijgt samen met collega Ampleford de taak toegewezen om zijn verdwijning te onderzoeken en hem terug te vinden. Van hieruit begint de inspecteur de bezigheden van Raban Vhart, die het telefoontje had gepleegd, nader te onderzoeken. Vhart is eigenaar en auteur van een controversiële online blog, waarop hij de overheid vaak bekritiseert. Tijdens de loop van het verhaal wordt het doel van de inspecteur gewijzigd van het vinden van Bakay, naar het neerhalen van Vhart en zijn blog.
Op de laatste dag gaat de inspecteur de strijd met Vhart aan door met eerder al verzamelde data de publieke opinie te proberen te beïnvloeden. Ook in dit verhaal zijn verschillende uitkomsten mogelijk.